# موسى بزاز
المدرب الجديد موسى بزاز عم اللاعب ياسين بزاز.
ــ الجنسية: جزائرية فرنسية
ــ الحالة الاجتماعية: متزوج وأب لطفلين
ــ مواليد: 30 ديسمبر 1957.
ــ يتحدث الفرنسية، الإنكليزية، العربية.

## الشهادات
- حاصل على شهادة عليا خاصة بالتدريب في فرنسا من الاتحاد الأوروبي (A PRO) 2000
- حاصل على شهادة تدريب للمدرب المحترف العام 1992.
- حاصل على شهادة تدريب للمدربين المحترفين العام 1987.
- درب المنتخب الوطني لفلسطين سنة 2009
- درب منتخب البحرين للاواسط
- درب نادي نانسي لوران الفرنسي
- درب سبان نادي العين الإماراتي

## سيرته كلاعب
ــ لاعب ومدرب لفريق شامونت وصعد معه للدرجة الثانية من 1987ــ 1989.
ــ لاعب لفريق سوشوكس فريق درجة أولى من العام 1974 ـــ 1983 (وقد وصل هذا الفريق للدور ربع النهائي لبطولة الاتحاد الأوروبي وكذلك حل وصيفا لبطل الدوري الفرنسي العام 1980).
ــ لاعب لفريق ايبينال من العام 1971 ــ 1974 وكذلك من العام 1986 ــ 1987.
ــ لعب لمنتخب فرنسا تحت سن 12 سنة، وتحت سن 16، وتحت سن 18، وتحت سن 20، وتحت سن 23 ولعب للمنتخب العسكري. خبرته كمدير فني
ــ مدير فني لفريق شامونت (أربعة أعوام 1987 ــ 1991)
ــ (1987 ــ 1988) مدرب ولاعب: أفضل فريق صاعد في فرنسا.
ــ (1988ــ 1989) مدرب ولاعب، صعد بالفريق من الدرجة الثالثة إلى مصاف الدرجة الثانية بطلا للمنطقة الشرقية، وصيف بطولة كأس فرنسا.
ــ (1989 ــ 1991): حافظ على النادي في دوري الدرجة الثانية.
ــ مدير فني لنادي شارليفيل ـ ميزيريس (ستة أعوام من 1991ــ 1997).
ــ صعد بالنادي للدرجة الثانية وحافظ على مركز متقدم من فرق النخبة من العام 1992 ــ 1997 وكذلك حل وصيفا لبطولة كأس فرنسا لنفس العام.
ــ مدير فني لنادي يبيثال (1997 ــ 1999).
ــ مستشار ومدير فني لنادي نانسي الفرنسي(1999 ــ 2003).
ــ مستشار للتطوير الكروي في النادي (1999 ــ 2002).
- مدير فني لنادي (2002 ــ 2003).
ــ عمل محاضرا ومستشار في الاتحاد الفرنسيي لكرة القدم 2003 ــ 2004 وتم عقد العديد من الدورات التدريبية باشرافه.
ــ ويدرب حالية فريق اتحاد الشاوية الدرجة الثانية بالجزائر 2014-2015
6